# Vitsjön (sjö i Raseborg, Nyland)
Vitsjön är en sjö i kommunen Raseborg i landskapet Nyland i Finland. Sjön ligger 16,4 meter över havet. Arean är 29 hektar och strandlinjen är 3,96 kilometer lång. Sjön  ingår i Skärgårdshavets kustområde, Åland.   Den ligger omkring 93 km väster om Helsingfors. 